# Maurice Gabriel de Riquet de Caraman
Pour les articles homonymes, voir Riquet et Caraman (homonymie).
Pour les autres membres de la famille, voir Riquet.
Maurice Gabriel Joseph de Riquet de Caraman, né le 7 octobre 1765 au château des Caramans à Roissy-en-France, mort le 3 septembre 1835 au château de Boussu dans la Province de Hainaut (Belgique), est un général et homme politique français de la Révolution et de l’Empire.
Fils de Victor Maurice de Riquet de Caraman, comte de Caraman et de Marie Anne Gabrielle de Hénin-Liétard, princesse de Chimay. Il est le frère de Louis Charles Victor de Riquet de Caraman, duc de Caraman, et de François Joseph de Riquet de Caraman, prince de Chimay.

## Biographie

### À l'armée des princes
Il entre au service en 1780, comme sous-lieutenant au régiment de Béthune-dragons. Il passe en 1781, avec le même grade, dans le Régiment de Noailles-dragons, où il est fait capitaine en 1783. Il remplit les fonctions d'aide-maréchal-général-des-logis au camp de Saint-Omer en 1788, et devient major en second du régiment des carabiniers de Monsieur au mois de janvier 1789. Il est major en second des chasseurs de Picardie lorsqu'éclate la Révolution. Le 3 janvier 1790, il est élu le premier maire de la commune de Roissy-en-France et donne sa démission peu après. 
Il émigre avec sa famille, sert à l'armée des princes où il a été nommé aide de camp de S. A. R. Monsieur (depuis S.M. Louis XVIII) en 1791, et fait en cette qualité la campagne de 1792, à l'armée des princes français. Devenu commandant d'escadron dans le régiment des hussards de Rohan en 1793, il fait avec ce régiment les campagnes de 1793, 1794 et 1795, en Hollande et en Westphalie. II obtient le grade de colonel, et est fait chevalier de Saint-Louis en 1798.
Il rentre en France sous le Consulat.
Membre du conseil général du département de Jemmapes, il est choisi le 2 mai 1809, par le Sénat conservateur, pour représenter au Corps législatif ce département.
Maurice Gabriel soutient d'abord le gouvernement impérial et est créé baron de l'Empire. À deux reprises, en 1811 et 1813, proposé par ses collègues comme candidat à la présidence du Corps législatif. On le fait chef de légion de la garde nationale du département de Jemmapes, le 15 juillet 1813, et colonel du 1er régiment d'Anvers le 7 décembre de la même année. Il fait en ces deux qualités les campagnes de 1813 et 1814 dans la Belgique.

### Maréchal de campetPair de Francesous laRestauration
Il adhère à la déchéance de Napoléon Ier, est promu au grade de maréchal-de-camp à la première Restauration du trône des Bourbons le 4 juin 1814. Il devient chevalier de la Légion d'honneur le 19 octobre suivant. Il est nommé inspecteur de cavalerie le 12 janvier 1815, et officier de la Légion d'honneur le 11 du même mois. Il est chargé du commandement militaire du département de la Charente (Angoulême) le 8 août de la même année, puis du commandement de celui du Pas-de-Calais le 16 septembre suivant (Arras).
Après avoir eu une inspection de cavalerie, par ordres des 15 juillet 1818 et 18 juin 1819, il est nommé inspecteur général de cavalerie le 21 avril 1820, et commandeur de la Légion d'honneur le 18 mai suivant. Le 25 février 1824, il est élu député par le 5e arrondissement du Nord (Maubeuge) : il siége dans la majorité ministérielle de la Chambre des députés le 5 novembre 1827, époque à laquelle une ordonnance royale l'appel à la Chambre des pairs. Le comte de Caraman ne se rallie pas, comme son frère, à la monarchie de Juillet. Il quitte la Chambre haute, et est admis à la retraite le 28 octobre 1832, comme maréchal de camp.
À sa mort, le 3 septembre 1835, son domaine de Boussu est mis en vente et la commune en acquit une partie des jardins.

### Vie familiale
Maurice Gabriel est le fils cadet de Victor Maurice de Riquet de Caraman (16 juin 1727 - Paris ✝ 24 janvier 1807 - Hôtel de Caraman, no 100, rue Saint-Dominique, Paris), 4e comte de Caraman (1760), Lieutenant général des armées du roi, premier gentilhomme de la Chambre du roi Stanislas Leszczynski, et de Marie Anne Gabrielle Josèphe Xavier de Hénin-Liétard (29 mars 1728 - Lunéville ✝ 6 messidor an VIII : 25 juin 1800 - Hôtel de Caraman, no 100, rue Saint-Dominique, Paris), Princesse héritière de Chimay.
Il épouse le 8 juin 1789 (Roissy, 1789-4 du registre) Célestine Antoinette Élisabeth Rose Joséphine (16 mai 1772 - Marseille, paroisse Saint-Martin ✝ 8 avril 1850 - Paris Xe (ancien)), fille de Joseph Hugues (1748 ✝ 1805), marquis de La Garde (1789), négociant, armateur à Marseille, président de la Chambre des comptes du Dauphiné (1789), président de la cour royale, régent de la Banque de France (1800-1801).
De son mariage, il a trois filles :
1. Élisabeth Victoire Charlotte Henriette (25 octobre 1790 ✝ 27 octobre 1844 - Pange (Moselle)), mariée le 16 août 1809 avec Jacques Thomas (29 août 1770 - Paris ✝ 27 octobre 1850 - Pange (Moselle)), 3e marquis de Pange (1797), comte de Pange et de l'Empire (lettres patentes du 22 octobre 1810), baron de Pange (baron héréditaire sur institution de majorat le 2 août 1822), Chambellan de l'Empereur, maréchal de camp des armées de Sa Majesté le roi de France (1814), Pair de France (5 mars 1819), Chevalier de Saint-Louis ; dont postérité ;
2. Marie Anne Gabrielle Françoise Louise (8 novembre 1792 ✝ 12 janvier 1823), mariée le 14 mai 1810 avec son cousin germain, Victor Marie Joseph Louis de Riquet, (6 octobre 1786 - Paris ✝ 26 octobre 1837 - Expédition de Constantine), comte de Caraman, colonel du régiment d'artillerie à cheval de la garde royale, Maréchal de camp des armées du Roi ; dont postérité ;
3. Mathilde Élisabeth Joséphine (9 ventôse an X : 28 février 1802 - Hôtel de Caraman, no 100, rue Saint-Dominique, Paris ✝ 26 janvier 1889 - château d'Alzau, Pezens (Aude)), mariée le 24 avril 1834 (Paris) avec Paul Louis Gérard (18 brumaire an V : 8 novembre 1796 ✝  2 avril 1865), comte de Pins, Capitaine de cavalerie ; dont postérité.

## État de service
- Sous-lieutenant au régiment de Béthune-dragons (1780) ;
- Sous-lieutenant au Régiment de Noailles-dragons (1781) ;
- Capitaine au Régiment de Noailles-dragons (1783) ;
- Aide-maréchal-général-des-logis au camp de Saint-Omer (1788) ;
- Major en second du régiment des carabiniers de Monsieur (janvier 1789) ;
- Major en second des chasseurs de Picardie (1789) ;
- Aide de camp de S. A. R. Monsieur à l'armée des princes (1791) ;
- Commandant d'escadron dans le Régiment de Rohan (1793) ;
- Colonel à l'armée des princes ;
- Chef de légion de la garde nationale du département de Jemmapes (15 juillet 1813) ;
- Colonel du 1er régiment d'Anvers (7 décembre 1813) ;
- Maréchal de camp (4 juin 1814) ;
- Inspecteur de cavalerie (12 janvier 1815) ;
- Commandant militaire du département de la Charente (Angoulême) (8 août 1815) ;
- Commandant militaire du Pas-de-Calais (Arras) (16 septembre 1815) ;
- Inspecteur de cavalerie (15 juillet 1818 et 18 juin 1819) ;
- Inspecteur général de cavalerie (21 avril 1820) ;
- Admis à la retraite comme maréchal de camp (28 octobre 1832).

## Campagnes
- Guerres révolutionnaires :
  - Campagnes de 1792, à l'armée des princes ;
  - Campagnes de 1793, 1794 et 1795, en Hollande et en Westphalie dans le régiment des hussards de Rohan ;
- Guerres napoléoniennes :
  - Campagnes de 1813 et 1814 dans la Belgique.

## Décorations
- Ordre royal et militaire de Saint-Louis :
  - Chevalier de Saint-Louis (1798), puis,
  - Commandeur de Saint-Louis ;
- Légion d'honneur :
  - Chevalier (19 octobre 1814), puis,
  - Officier (11 janvier 1815), puis,
  - Commandeur de la Légion d'honneur (18 mai 1820).
- Ordre de la Réunion :
  - Chevalier de l'Ordre de la Réunion ;
- Ordre du Lion Belgique :
  - Chevalier de l'Ordre du Lion Belgique.

## Titres
- Baron de l'Empire :
  - « Lettres patentes signées par sa Majesté l'Impératrice et Reine, au nom de sa Majesté l'Empereur et Roi, au palais de Saint-Cloud le 3 juillet 1813, scellées en présence du Conseil du sceau des titres, le 15 du même mois, Accordées, [...]
À M. Maurice-Gabriel-Joseph Riquet de Caraman, membre du Corps législatif et chevalier de l'Ordre de la Réunion, portant en sa faveur, collation du titre de Baron de l'Empire, et établissement du majorat de ce titre sur deux savonneries, sises à Marseille, département des Bouches-du-Rhône, l'une dite la Neuve située rue Sainte, n.° 70, l'autre dite le Puits, située rue Rigord, n.° 5 ; produisant ensemble, non compris les ustensiles et autres accessoires, ni la valeur industrielle, dix-sept mille trois cent vingt-quatre francs net ; »
- Comte héréditaire par lettres patentes du 3 juillet 1818.

## Autres fonctions
- Conseiller général du département de Jemmapes ;
- Député du département de Jemmapes au Corps législatif (2 mai 1809 - 1814) ;
- Député du 5e arrondissement du Nord (Maubeuge) à la Chambre des députés (25 février 1824 - 1827) ;
- Pair de France (5 novembre 1827, sous réserve de constitution de majorat - 1830).

## Pensions, rentes, etc.
- Pension de retraite comme maréchal de camp (1832).

## Armoiries
| Image | Armoiries |
| ----- | --- |
|       | Armes du Baron de Riquet et de l'Empire Ecartelé : aux I et IV, d'azur, à la bande d'or, accompagnée en chef d'une demi fleur de lys épanouie et en pied de trois roses, le tout d'argent (de Riquetti) ; aux II et III, de gueules, à la bande d'or, (d'Alsace de Hénin-Liétard) ; au franc-canton sénestre des Barons Membres du Collège électoral brochant., |